# Krzysztof Drynda
Krzysztof Drynda (ur. 15 maja 1983) – polski menedżer, przedsiębiorca, działacz społeczny, urzędnik państwowy. W latach 2021–2022 prezes Polskiej Agencji Inwestycji i Handlu. Od 2020 przewodniczący Rady Nadzorczej Wałbrzyskiej Specjalnej Strefy Ekonomicznej.

## Życiorys
Ukończył Technikum Elektryczne w Opolu oraz Politechnikę Wrocławską na kierunku Elektronika i Telekomunikacja. Absolwent kierunku Master of Business Administration na Akademii Wyższej Szkoły Biznesu w Dąbrowie Górniczej. W 2005 ukończył także Akademię Innowatorów Społecznych organizowaną przez Stowarzyszenie Ashoka w Polsce.
Prowadził m.in. własną działalność gospodarczą w sektorze finansowym.
Bez powodzenia kandydował do rady Opola w 2006 z listy Chrześcijańskiego Bloku Samorządowego i w 2010 z listy komitetu Razem dla Opola (którego liderem był Marcin Ociepa), z ramienia którego uzyskał mandat w 2014. Był przewodniczącym komisji ds. rozwoju rad dzielnic w Opolu. W międzyczasie działał w partii Polska Jest Najważniejsza, z którą przystąpił potem do Polski Razem, zasiadając w jej zarządzie w województwie opolskim. Po jej przekształceniu w 2017 w Porozumienie, działał w tej partii do 2021, pełniąc funkcję sekretarza zarządu wojewódzkiego. W 2018 nie uzyskał reelekcji w wyborach na radnego miasta, ponownie kandydując z listy RdO.
W latach 2016–2020 wiceprezes zarządu Wałbrzyskiej Specjalnej Strefy Ekonomicznej „Invest-Park” w Wałbrzychu, od 2020 przewodniczący jej rady nadzorczej. 
Pełnił funkcję dyrektora departamentu w Ministerstwie Rozwoju, Pracy i Technologii. W latach 2021–2022 prezes Polskiej Agencji Inwestycji i Handlu. Odpowiedzialny m.in. za wsparcie internacjonalizacji polskich firm poprzez sieć ponad 50 zagranicznych biur handlowych PAIH na wszystkich kontynentach. Organizował wydarzenia gospodarcze w Polsce i za granicą takie jak PAIH Forum Biznesu, Expo 2020 w Dubaju, czy konsultacje ws. odbudowy Ukrainy. Jest doradcą w firmach TIAS i Hickey.
Wielokrotny panelista podczas polskich i zagranicznych forów gospodarczych, w tym m.in. Europejskiego Kongresu Gospodarczego, Impactu, czy też Forum Ekonomicznego w Karpaczu.
Był założycielem Stowarzyszenia Ludzi Aktywnych „Horyzonty”, w którym pełnił różne funkcje – sekretarza, wiceprezesa i prezesa. Tworzył i koordynował szkołę liderów Collegium Nobilium Opoliense, a także był członkiem Rady Fundacji Collegium Nobilium Opoliense. Wieloletni instruktor harcerski w Związku Harcerstwa Rzeczypospolitej ze stopniem podharcmistrza.

## Odznaczenia i wyróżnienia
- Srebrny Krzyż Zasługi za działalność społeczną (2009)[28]
- Odznaka Honorowa za zasługi dla rozwoju gospodarki Rzeczypospolitej Polskiej (2023)[29]